# Kartoffelstärke

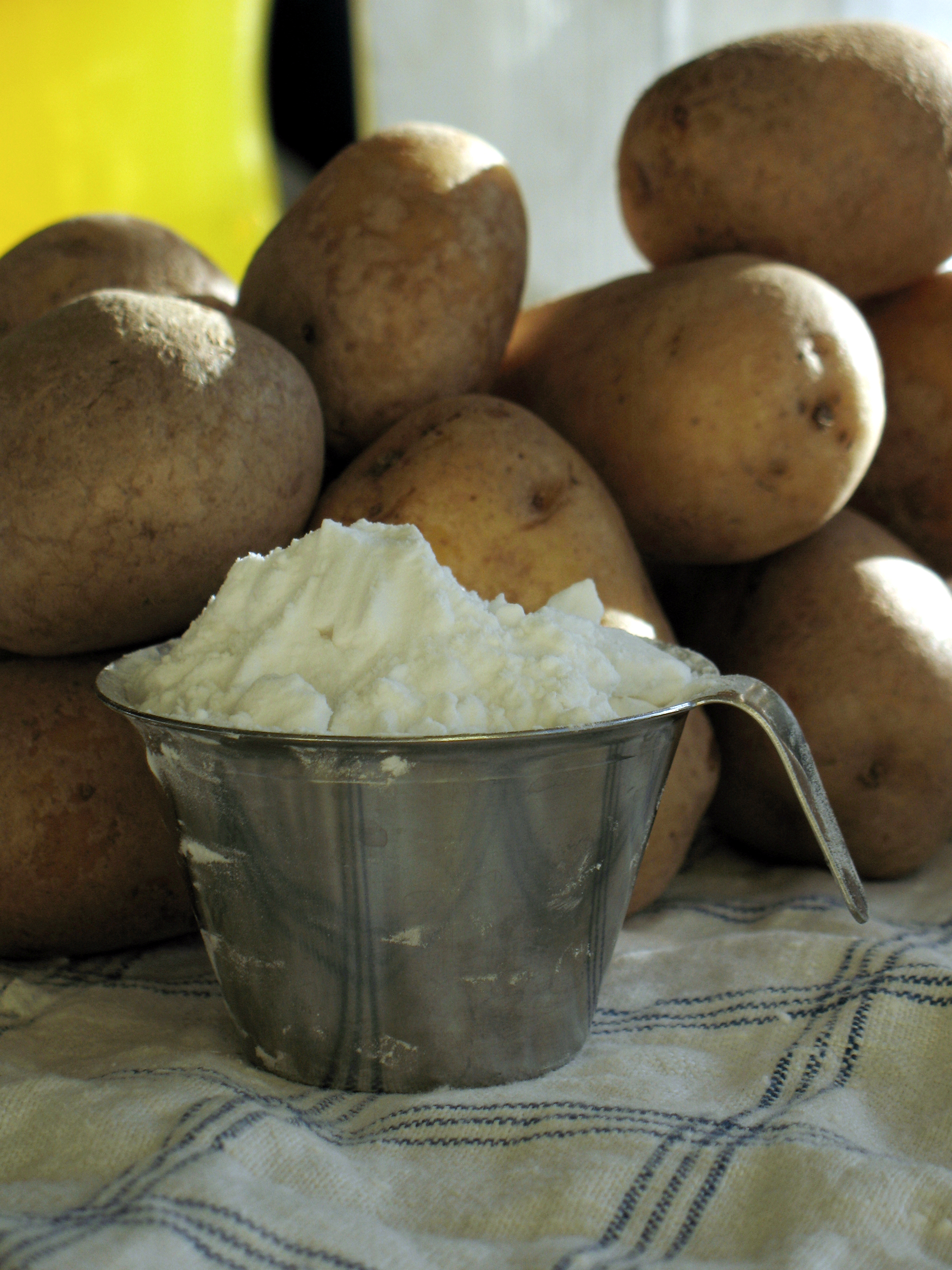
Kartoffelmehl

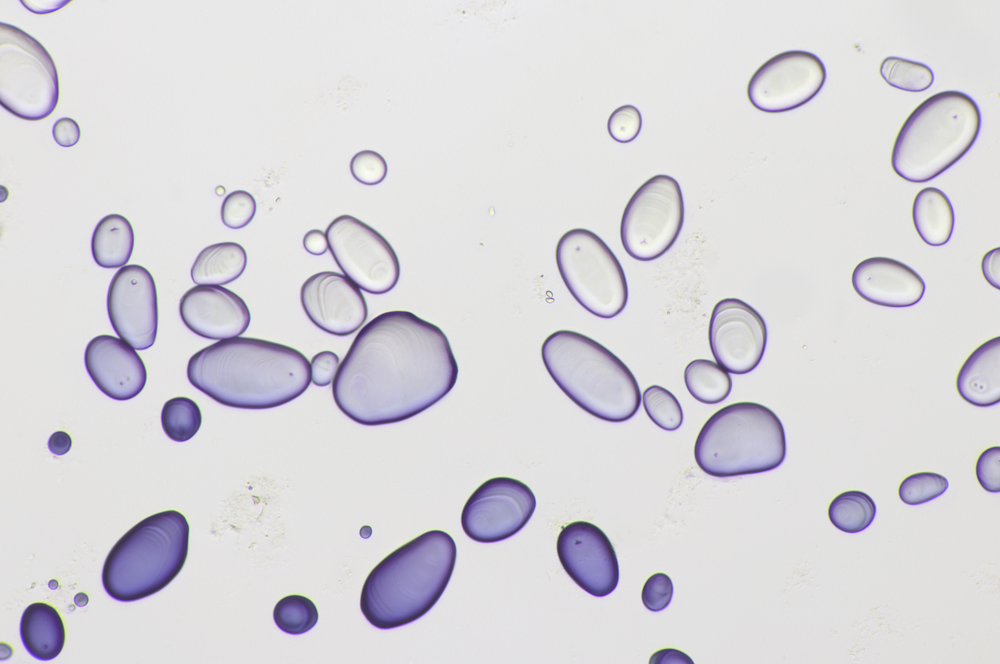
Amylose, Kartoffelstärke, mikroskopisch, gefärbt mit Iod

Kartoffelstärke (auch Kartoffelmehl) ist aus Kartoffeln extrahierte Stärke.

## Herstellung
Die Zellen der Pflanzenknolle enthalten das Stärkekorn (Leukoplasten). Um die Stärke zu extrahieren, werden die Kartoffeln erst zerrieben, sodass die Stärkekörner aus den zerstörten Zellen austreten. Danach wird die Stärke ausgewaschen und zu Pulver getrocknet.
Bei der Gewinnung von Kartoffelstärke entsteht als Nebenprodukt Kartoffelpülpe beziehungsweise nach dem Abpressen von Wasser Kartoffelpresspülpe, die vor allem als Futtermittel für Milchkühe und Mastrinder verwendet wird.

## Zusammensetzung und Eigenschaften
Kartoffelstärke enthält typische große sphärisch-ovale Stärkekörner, ihre Größe liegt zwischen 5 und 100 μm. 
Sie besteht hauptsächlich aus den Stärken Amylose und Amylopektin in einem Verhältnis von etwa 1:4 – 1:5; dazu kommen geringe Mengen von Eiweiß und Fett. Das Mehl hat durch den hohen Stärkeanteil eine klare weiße Farbe und die gekochte Stärke einen neutralen Geschmack, gute Klarheit, hohe Viskosität, lange Textur und minimale Tendenz zum Schäumen oder Gelbfärbung der Lösung.
Kartoffelstärke enthält ungefähr 800 ppm Phosphat zu Stärke gebunden; dieses Phosphat erhöht die Viskosität und gibt der Lösung einen leicht anionischen Charakter, eine niedrige Verkleisterungstemperatur (ca. 62,5 °C) und hohe Quellfähigkeit.

## Verwendung
Kartoffelstärke wird als Speisestärke beim Kochen und Backen eingesetzt. In Deutschland ist sie daher als Backzutat allgemein erhältlich, oft als Kartoffelmehl bezeichnet.
Kartoffelmehl wird als Gleitmittel im Carrom- und Jakkolo-Spiel verwendet. Aber die Kartoffel wird auch zur Bioplastiktüte verarbeitet.
Außerdem wird Kartoffelstärke – wie Stärke aus anderen nachwachsenden Rohstoffen – als Klebstoff eingesetzt, z. B. bei der Herstellung von Wellpappe. Auch Pelikanol wurde aus Kartoffelstärke hergestellt.